# A Thousand Years
〈A Thousand Years〉是由美国歌手兼词曲作者克里斯蒂娜·佩里录制的歌曲，由佩里和製作人戴维·霍奇斯专为电影《吸血新世紀4：破曉傳奇上集》共同创作。该曲于2011年10月18日以數位下載形式全球发行，是大西洋唱片為這部電影發行的第二支單曲。佩里还与史蒂夫·卡齐重新录制过这首歌的另一版本，用于续集《吸血新世紀4：破曉傳奇下集》（2012年），同样由霍奇斯制作。

## 作曲
〈A Thousand Years〉使用降B大調，音域范围从F3到C5。
这首歌的创作灵感来源于小说及电影暮光之城系列中愛德華和貝拉之间的爱情。

## 音乐影片
官方歌词影片于2011年10月17日在佩里的官方Facebook、Twitter页面以及她的官方网站上首播。2011年10月26日，她在YouTube频道上发布了这首歌的官方影片。影片一开始展示了佩里拿着一支蜡烛，影片中间穿插了《吸血新世紀4：破曉傳奇上集》的片段，以及佩里在满地蜡烛的房间里演唱的场景，最后她在夕阳下演唱结束。
截至2024年11月，影片的观看量已累计达到25亿次。

## 翻唱版本
2018年3月，为了纪念世界唐氏综合症日，英国唐氏综合症患儿的母亲们制作了该歌曲的翻唱影片，影片迅速走红。克里斯蒂娜·佩里对这一活动表示支持，免除了歌曲的版权声明，以支持这项活动。截至2024年11月，影片的观看量已超过1128万次。

## 榜单表现
〈A Thousand Years〉成为全球范围内的慢热歌曲，历经数年累积了大量销量。
在2011年10月23日的那一周，歌曲首次登上美国告示牌百大單曲榜第63位，在加拿大百大单曲榜中位列第70位。最终，这首歌在告示牌百大單曲榜中达到了第31位，成为佩里的第二支进入前40的单曲。到2013年7月，歌曲在美国的數位下载量已超过三百万次。截至2014年6月，歌曲在美国的销量达到365.7万次。2022年3月3日，单曲获得美國唱片業協會（RIAA）的钻石认证，销售量达一千万张。
在英国，歌曲在2011年首次发行时排名第32。次年，在《吸血新世紀4：破曉傳奇下集》上映后，排名攀升至第13位。2013年，该曲达到了新的第11位高峰。自此，这首歌被英国唱片业协会（BPI）认证为四倍白金，销售量相当于240万单位。

## 榜單
| 榜单（2011–21）                      | 最高排名 |
| ------------------------------------ | -------- |
| 澳大利亚（澳大利亚唱片业协会單曲榜） | 13       |
| 奥地利（Ö3四十强单曲榜）             | 19       |
| 比利时佛兰德（Ultratip榜外單曲榜）   | 44       |
| 巴西（《告示牌》Brasil Hot 100）     | 58       |
| 加拿大（Canadian Hot 100）           | 70       |
| 捷克（電台百強單曲榜）               | 3        |
| 丹麥（Hitlisten单曲榜）              | 27       |
| 芬兰（芬蘭官方單曲榜）               | 19       |
| 匈牙利（四十強單曲榜）               | 18       |
| 愛爾蘭（愛爾蘭唱片音樂協會单曲榜）   | 7        |
| 意大利（FIMI）                       | 30       |
| 新西兰（新西兰唱片音乐协会单曲榜）   | 11       |
| 蘇格蘭（官方榜单公司單曲榜）         | 9        |
| 斯洛伐克（電台百強單曲榜）           | 96       |
| 西班牙（西班牙音樂製作協會）         | 26       |
| 瑞士（瑞士热门音乐榜）               | 21       |
| 英國（官方榜单公司單曲榜）           | 11       |
| 美国（《告示牌》百大單曲榜）         | 31       |
| 美國（《告示牌》成人當代單曲榜）     | 11       |
| 美國（《告示牌》Adult Pop Airplay）  | 7        |
| 美國（《告示牌》Latin Pop Airplay）  | 24       |
| 美國（《告示牌》Pop Airplay）        | 22       |

| 榜单（2012–13）                          | 最高排名 |
| ---------------------------------------- | -------- |
| 澳大利亚（澳大利亚唱片业协会單曲榜）     | 39       |
| 巴西（《告示牌》Brasil Hot 100 Airplay） | 98       |
| 加拿大（Canadian Hot 100）               | 40       |
| 法国（法國唱片出版業公會單曲榜）         | 66       |
| 德国（德國官方單曲榜）                   | 26       |
| 意大利（FIMI）                           | 27       |
| 荷兰（百强单曲榜）                       | 80       |
| 新西兰（新西兰唱片音乐协会单曲榜）       | 31       |
| 美国（《告示牌》百大單曲榜）             | 53       |

| 榜单（2012）                     | 排名 |
| -------------------------------- | ---- |
| 澳大利亚（ARIA）                 | 67   |
| 新西兰（唱片音乐协会）           | 50   |
| 英国单曲（OCC）                  | 110  |
| 美国《告示牌》Hot 100            | 87   |
| 美国《告示牌》Adult Contemporary | 21   |
| 美国《告示牌》Adult Top 40       | 24   |

| 榜单（2013）    | 排名 |
| --------------- | ---- |
| 巴西（克勞利）  | 71   |
| 英国单曲（OCC） | 57   |

| 榜单（2010–2019） | 排名 |
| ----------------- | ---- |
| 澳大利亚（ARIA）  | 46   |
| 英国单曲（OCC）   | 79   |

## 認證
| 地區                                                                       | 认证    | 认证单位/销量 |
| -------------------------------------------------------------------------- | ------- | ------------- |
| 澳大利亚（澳大利亚唱片业协会）                                             | 7× 白金 | 490,000‡      |
| 加拿大（加拿大音乐协会）                                                   | 白金    | 80,000*       |
| 丹麦（國際唱片業協會丹麥分會）                                             | 白金    | 90,000‡       |
| 德国（聯邦音樂產業協會）                                                   | 3× 金   | 450,000‡      |
| 意大利（意大利音乐产业联盟）                                               | 2× 白金 | 100,000‡      |
| 墨西哥（墨西哥音像製品協會）                                               | 白金    | 60,000*       |
| 新西兰（新西兰唱片音乐协会）                                               | 2× 白金 | 30,000*       |
| 西班牙（西班牙音樂製作協會）                                               | 2× 白金 | 120,000‡      |
| 瑞士（國際唱片業協會瑞士分会）                                             | 金      | 15,000^       |
| 英国（英国唱片业协会）                                                     | 4× 白金 | 2,400,000‡    |
| 美国（美國唱片業協會）                                                     | 钻石    | 10,000,000‡   |
| 串流                                                                       |         |               |
| 丹麦（國際唱片業協會丹麥分會）                                             | 金      | 900,000†      |
| *僅含認證的實際銷量 ^僅含認證的出貨量 ‡僅含認證的+實際銷量 †僅含認證的銷量 |         |               |

| 地區                   | 认证 | 认证单位/销量 |
| ---------------------- | ---- | ------------- |
| 美国（美國唱片業協會） | 金   | 500,000‡      |
| ‡僅含認證的+實際銷量   |      |               |

## 发行历史
| 国家     | 日期           | 格式               | 厂牌        |
| -------- | -------------- | ------------------ | ----------- |
| 美国     | 2011年10月18日 | 數位下載           | 大西洋      |
| 加拿大   | 2011年10月18日 | 數位下載           | WEA国际公司 |
| 澳大利亚 | 2011年10月18日 | 數位下載           | WEA国际公司 |
| 英国     | 2011年11月7日  | 數位下載（仅专辑） | 大西洋      |